# TVCG 3
TVCG 3 es el tercer canal de televisión público montenegrino perteneciente a RTCG. Su programación se basa en retransmisiones en directo del Parlamento de Montenegro, aunque también retrasmite deportes y debates.

## Historia
El canal inició emisiones el 25 de marzo de 2021 como Parlamentarni program. Hasta entonces TVCG 2 se encargaba de las retransmisiones del Parlamento.
El 14 de septiembre del 2022 el canal cambió su nombre a su denominación actual.
En 2024 se estrenó la imagen corporativa actual del canal y del resto de canales pertenecientes a RTCG.